# Филлипс, Гэри (баскетболист)
Гэри А. Филлипс (англ. Gary Phillips; 7 декабря 1939 — 26 января 2025) — американский баскетболист, выступавший на позиции защитника. В 1961—1966 годах играл в Национальной баскетбольной ассоциации за команды «Бостон Селтикс» и «Сан-Франциско Уорриорз». Чемпион НБА 1962 года.

## Старшая школа и колледж
Гэри А. Филлипс родился 7 декабря 1939 года в Куинси, штат Иллинойс. Учился в старшей школе города. В выпускной года набирал в среднем 23,9 очков за игру и был включён в сборную всех звёзд штата по версии Chicago Daily News, позже был включён в зал славы школы. В 1958 году поступил в Хьюстонский университет. В дебютном сезоне провёл за баскетбольную команду университета 26 игр, в которых в среднем набирал 16,8 очков и 5,2 отборов, за что был включён в символическую сборную всех звёзд конференции MVC. В следующем году установил личный рекорд по среднему количеству очков (20,5) и подборов (6,3) за матч. На третьем курсе вывел «Кугэрз» во второй в их истории плей-офф, где дошёл до регионального полуфинала, но проиграл «Канзас Стэйт Уайлдкэтс». Также в том сезоне был включён в 1-ю всеамериканская сборная по версии USBWA, став первым игроком «Хьюстона», удостоившимся такой чести.

## Профессиональная карьера
На драфте НБА 1961 года был выбран в первом раунде под общим 8-м номером командой «Бостон Селтикс». Предыдущий выбор принадлежал «Сент-Луис Хокс», за которых Филлипс болел с детства, однако они выбрали Клео Хилла. Дебютировал 21 октября в матче против «Детройт Пистонс», набрав три очка и одну передачу. В том сезоне с командой стал чемпионом лиги. Однако летом 1962 года «Селтикс» задрафтовали Джона Хавличека, и Ред Ауэрбах сказал Филлипсу, что тот будет получать большую часть игрового времени. Защитник попросил, чтобы его обменяли либо в «Лос-Анджелес Лейкерс», либо в «Филадельфия Уорриорз», которые только переехали на Западное побережье. В конечном итоге игрок отправился в Сан-Франциско. Дебютировал 23 октября также в игре с «Пистонс», набрав 11 очков, 8 подборов и одну передачу. В следующем сезоне показывал лучшую статистику в рамках своей карьеры в лиге, набирая в среднем 10 очков, 3,8 подбора и 3,1 ассиста. В одной команде с Уилтом Чемберленом, Нейтом Термондом и Риком Бэрри он во второй раз жизни вышел в финал, где «Сан-Франциско» проиграло серию «Бостону» со счетом 4—1. В 1966 году завершил карьеру.

## Последующая жизнь
После завершения карьеры переехал в Хьюстон, чтобы воспитать детей, работал в сфере недвижимости. В 1972 году был включён в Зал славы Хьюстонского университета, а в 1974 году — в Зал славы и музей баскетбола Иллинойса. В 1992 году переехал в Хант, штат Техас. В 1999 году был назван одним из 30 лучших спортсменов Хьюстонского университета XX века. Скончался 26 января 2025 года в возрасте 85 лет.

## Статистика

### Статистика в НБА
| Сезон                                                                                    | Команда       | Регулярный сезон | Регулярный сезон | Регулярный сезон | Регулярный сезон | Регулярный сезон | Регулярный сезон | Регулярный сезон | Регулярный сезон | Регулярный сезон | Регулярный сезон | Регулярный сезон | Серия плей-офф | Серия плей-офф | Серия плей-офф | Серия плей-офф | Серия плей-офф | Серия плей-офф | Серия плей-офф | Серия плей-офф | Серия плей-офф | Серия плей-офф | Серия плей-офф |
| Сезон                                                                                    | Команда       | GP               | GS               | MPG              | FG%              | 3P%              | FT%              | RPG              | APG              | SPG              | BPG              | PPG              | GP             | GS             | MPG            | FG%            | 3P%            | FT%            | RPG            | APG            | SPG            | BPG            | PPG            |
| ---------------------------------------------------------------------------------------- | ------------- | ---------------- | ---------------- | ---------------- | ---------------- | ---------------- | ---------------- | ---------------- | ---------------- | ---------------- | ---------------- | ---------------- | -------------- | -------------- | -------------- | -------------- | -------------- | -------------- | -------------- | -------------- | -------------- | -------------- | -------------- |
| 1961/62                                                                                  | Бостон        | 67               |                  | 10,6             | 35,5             |                  | 58,1             | 1,6              | 1,0              |                  |                  | 4,0              | 6              |                | 5,3            | 6,3            |                | 72,7           | 0,5            | 0,2            |                |                | 1,7            |
| 1962/63                                                                                  | Сан-Франциско | 75               |                  | 24,0             | 39,8             |                  | 63,8             | 3,0              | 1,8              |                  |                  | 8,1              | Не участвовал  | Не участвовал  | Не участвовал  | Не участвовал  | Не участвовал  | Не участвовал  | Не участвовал  | Не участвовал  | Не участвовал  | Не участвовал  | Не участвовал  |
| 1963/64                                                                                  | Сан-Франциско | 66               |                  | 30,5             | 37,0             |                  | 67,0             | 3,8              | 3,1              |                  |                  | 10,0             | 11             |                | 23,3           | 36,1           |                | 65,0           | 2,2            | 1,8            |                |                | 8,7            |
| 1964/65                                                                                  | Сан-Франциско | 73               |                  | 21,1             | 35,8             |                  | 60,3             | 2,6              | 2,0              |                  |                  | 7,1              | Не участвовал  | Не участвовал  | Не участвовал  | Не участвовал  | Не участвовал  | Не участвовал  | Не участвовал  | Не участвовал  | Не участвовал  | Не участвовал  | Не участвовал  |
| 1965/66                                                                                  | Сан-Франциско | 67               |                  | 12,9             | 35,0             |                  | 62,1             | 2,0              | 1,7              |                  |                  | 4,0              | Не участвовал  | Не участвовал  | Не участвовал  | Не участвовал  | Не участвовал  | Не участвовал  | Не участвовал  | Не участвовал  | Не участвовал  | Не участвовал  | Не участвовал  |
|                                                                                          | Всего         | 348              |                  | 19,9             | 37,0             |                  | 62,9             | 2,6              | 1,9              |                  |                  | 6,7              | 17             |                | 16,9           | 31,9           |                | 66,7           | 1,6            | 1,2            |                |                | 6,2            |
| Наведите курсор мыши на аббревиатуры в заголовке таблицы, чтобы прочесть их расшифровку. |               |                  |                  |                  |                  |                  |                  |                  |                  |                  |                  |                  |                |                |                |                |                |                |                |                |                |                |                |

### Статистика в NCAA
| Сезон | Команда | Conf  | Class | GP | GS | MPG | FG%  | 3P% | FT%  | RPG | APG | SPG | BPG | PPG  |
| --- | ------- | ----- | ----- | -- | -- | --- | ---- | --- | ---- | --- | --- | --- | --- | ---- |
| 1958/59 | Хьюстон | MVC   | SO    | 26 |    |     | 44,6 |     | 60,8 | 5,2 |     |     |     | 16,8 |
| 1959/60 | Хьюстон | MVC   | JR    | 25 |    |     | 41,0 |     | 71,6 | 6,3 |     |     |     | 20,5 |
| 1960/61 | Хьюстон | Ind   | SR    | 28 |    |     | 42,5 |     | 71,4 | 6,1 |     |     |     | 17,9 |
| Всего | Всего   | Всего | Всего | 79 |    |     | 42,6 |     | 68,5 | 5,9 |     |     |     | 18,4 |
| Наведите курсор мыши на аббревиатуры в заголовке таблицы, чтобы прочесть их расшифровку Статистика приведена с сайта sports-reference.com |         |       |       |    |    |     |      |     |      |     |     |     |     |      |